# William Anderson General Merchandise Store
La Tienda General de Mercancías William Anderson  es un tienda histórica ubicada en Goulds, Florida. La Tienda General de Mercancías William Anderson se encuentra inscrita  en el Registro Nacional de Lugares Históricos desde el 18 de octubre de 1977.  Mr. Rawls diseñó la Tienda General de Mercancías William Anderson.

## Ubicación
La Tienda General de Mercancías William Anderson se encuentra dentro del condado de Miami-Dade en las coordenadas 25°33′00″N 80°26′45″O / 25.55, -80.445833.